# 플젠 도시구

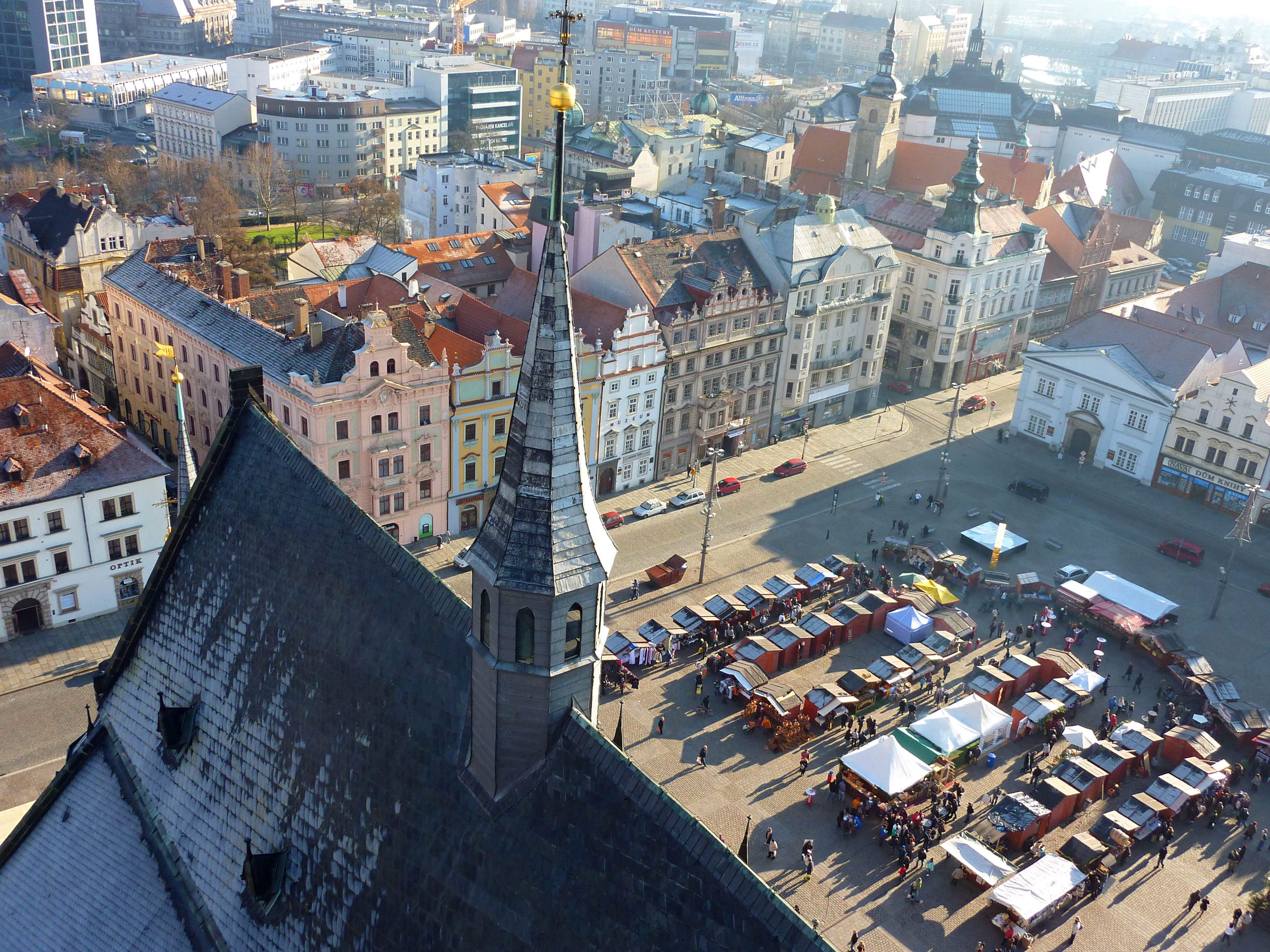
플젠 도시구의 행정 중심지인 플젠

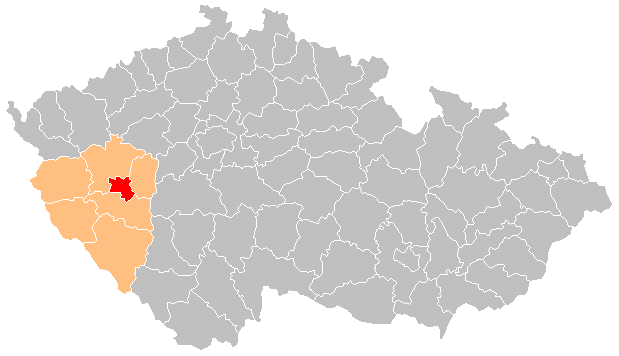
플젠 도시구의 위치

플젠 도시구(체코어: Okres Plzeň-město)는 체코 플젠주를 구성하는 7개 구 가운데 하나로 행정 중심지는 플젠이며 면적은 261.46km2, 인구는 191,599명(2019년 1월 1일 기준), 인구 밀도는 730명/km2이다.
플젠주 중부에 위치하며 15개 지방 자치체(2개 시, 13개 마을)를 관할한다. 플젠주 북플젠구, 남플젠구, 로키차니구와 접한다.